# Halloween és halál
A Halloween és halál (Hallowe’en Party, korábbi fordításban Ellopott gyilkosság) Agatha Christie 1969 novemberében megjelent regénye, amelyet a Collins Crime Club adott ki. Az írónő P. G. Wodehouse-nak ajánlotta művét.

## Szereplői
- Hercule Poirot – "belga" származású magánnyomozó, akit barátja, Oliverné kér fel, hogy nyomozzon Reynolds Joyce gyilkossági ügyében.
- Ariadne Oliver – krimiíró, Poirot barátja.
- Alfred Richmond – kapitány a helyi rendőrségnél.
- Dr Ferguson – körorvos, az ügyhöz kirendelt rendőrségi szakértő.
- Joyce Reynolds – az első áldozat: tizenhároméves lány, Drake-né Halloween-bulijának vendége, fulladásos halált hal.
- Olga Seminoff – bosznia-hercegovinai kosztos Llewellyn-Smythe-nénél, aki besegít a háztartásba; a történet kezdete előtt eltűnik.
- Llewellyn-Smythe-né – gazdag özvegy, a történet kezdete előtt természetes okból meghal.
- Leslie Ferrier – a helybeli ügyvédi iroda alkalmazottja, még a történet kezdete előtt meggyilkolják.
- Janet White – helybeli tanár, fulladásos halált hal a történet kezdete előtt.
- Leopold Reynolds – a második áldozat: Joyce öccse.
- Rowena Drake – Llewellyn-Smythe-né unokahúga, Garfield szeretője.
- Miranda Butler – Garfield és Butler tizenkétéves lánya, aki betegsége miatt nem vesz részt a bulin.
- Judith Butler – Oliverné barátja, Miranda anyja.
- Ann Reynolds – Joyce és Leopold nővére.
- Reynoldsné – Joyce, Leopold és Ann anyja.
- Michael Garfield – tájépítész, aki a történet idején tér haza.
- Elizabeth Whittaker – a Szilfa-iskola matematika és latintanára.
- Emlyn kisasszony – a Szilfa-iskola igazgatója.
- Goodbodyné – helybeli takarítónő, aki boszorkányként vesz részt a bulin.
- Jeremy Fullerton – Llewellyn-Smythe-né ügyvédje, Ferrier munkáltatója.
- Nicholas Ransom – a buli egy tizennyolcéves résztvevője.
- Desmond Holland – a buli egy tizenhatéves résztvevője.
- Harriet Leaman – Llewellyn-Smythe-né előző takarítója.
- George – Poirot hűséges inasa.
- Superintendent Spence – nyugállományú rendőrtiszt.
- Elspeth McKay – Spence ny. főfelügyelő nővére.

## Cselekménye
Október 31-e az angolszász világban a gyerekek ünnepe. Mindenszentek előestéjén mindenfelé bulikat rendeznek, és a fiatalok jelmezbe öltözve régi, babonás szokások felelevenítésével, bűvészkedéssel, társasjátékokkal múlatják az időt. Egy ilyen buliba csöppen be Ariadbe Oliver, aki miközben barátnőjét, Judith Butlert látogatja meg Woodleigh községben, besegít a szomszédoknak a gazdag Rowena Drake házában megrendezendő halloweeni gyerekzsúr megszervezésébe. Amikor a tizenhároméves Joyce Reynolds rájön, hogy Oliverné krimiírással foglalkozik, azt állítja, hogy egyszer szemtanúja volt egy gyilkosságnak, bár akkor még túl fiatal volt ahhoz, hogy felismerje, hogy gyilkosság történt. Bár úgy tűnik, senki sem hisz neki, Joyce-t a buli után egy almaszedő vödörbe fulladva találják meg; Oliverné kétségbeesetten hívja Hercule Poirot-t, hogy oldja meg az ügyet.
Poirot a nyugalmazott Spence főfelügyelő segítségével listát készít a Woodleigh község környékén a közelmúltban történt halálesetekről és eltűnésekről. Ezek közül három tűnik fel jelentősnek:
- Rowena nagynénje, Llewellyn-Smythe-né hirtelen halt meg, de feltételezhetően természetes okokból.
- A kosztosa, Olga Seminoff eltűnt, amikor kiderült, hogy a munkaadója végrendeletében szereplő, őt előnyben részesítő záradék hamisítvány volt.
- Leslie Ferriert, egy ügyvédi-irodai hivatalnokot, akinek rossz hírű kapcsolatai voltak és korábban már elítélték hamisításért, ismeretlen támadó hátba szúrta.

A városlakókat kikérdezve Poirot további néhány érdekes tényt tud meg:
- Joyce legközelebbi barátnője, akik minden titkot megosztottak egymással, Judith lánya, Miranda volt.
- Joyce-ról köztudott volt, hogy hazudik, hogy magára vonja a figyelmet.
- Elizabeth Whittaker matematikatanárnő szemtanúja volt annak, hogy Rowena megijedt, és elejtett egy vízzel teli vázát a könyvtár előtt, miközben a bulizók csattanó sárkányt (flambírozott mazsola vagy mandula kiszedegetése egy lapos tálból) játszottak.
- Llewellyn-Smythe-né egykori takarítónője szemtanúja volt annak, hogy munkaadója elkészítette az állítólag hamis záradékot.
- A felhagyott kőbányában épített gyönyörű kertet Michael Garfield, a jóképű, önimádó férfi tervezte Llewellyn-Smythe-né számára. A férfi a telken lévő házban lakott, hogy felügyelje a munkálatokat, és még mindig ott él.
- Leopold Reynolds, az áldozat öccse, az utóbbi időben dúskál a pénzben.

Leopoldot holtan találják. Rowena tájékoztatja Poirot-t, hogy ő látta Leopoldot a könyvtárban a buli éjszakáján, és úgy véli, hogy a fiú szemtanúja volt húga meggyilkolásának.
Poirot azt tanácsolja a rendőrségnek, hogy kutassák át a kőbánya melletti erdőt. A kutatás során egy elhagyott kútban megtalálják  Olga holttestét, amelyet ugyanúgy szúrtak le, mint Ferrierét. Újabb gyilkosságtól tartva Poirot táviratot küld Olivernének, amelyben utasítja, hogy vigye Judithot és a lányát Londonba.
Miranda találkozik Garfielddel, aki egy pogány áldozati oltárhoz viszi őt azzal a szándékkal, hogy megmérgezze. A férfi azonban öngyilkos lesz, amikor a Poirot által beszervezett két fiatal megmenti Miranda életét. Miranda elárulja, hogy ő volt az, aki látta, amint Garfield és Rowena átvonszolta Olga holttestét a kőbányában lévő kerten, és ezt a titkot elmondta Joyce-nak. Miranda nem vett részt a bulin, ezért Joyce úgy próbálta felkelteni a híres Ariadne figyelmét, hogy Miranda történetét a sajátjának állította be.
Poirot felfedi a megoldást Oliverné és Butlerné előtt: Rowena még haldokló férje életében kezdett viszonyt Garfielddel. Rowena nagynénje ezt ellenezte és írt egy záradékot, amely szerint vagyonát Olgára hagyja. A szeretők erre elhatározták, hogy hiteltelenítik Olga igényét, és felbérelték Ferriert, hogy cserélje ki a záradékot egy szándékosan ügyetlen, Rowena javára rendelkező hamisítványra. Az igazi záradékot mostanra a rendőrség megtalálja. Hogy leplezzék a csalást, később Olgát és Ferriert is meggyilkolták, ám Rowena gyanította, hogy valaki szemtanúja volt Olga holtteste eltüntetésének. Rowena — nem tudva, hogy Joyce kisajátította Miranda történetét — megölte őt, amikor az azt állította, hogy szemtanúja volt a gyilkosságnak. A váza leejtése, amit Whittakerné látott, azt a tényt volt hivatott leplezni, hogy Rowena ruhája vizes lett Joyce vízbe fojtásától. Leopoldot azért gyilkolta meg, mert az pénzt kért tőle, és a nő azt gyanította, hogy a fiú tud valamit.
Poirot elgondolkodik azon, hogy Rowena valószínűleg hasonló sorsra jutott volna, mint Olga, mivel Garfield azért gyilkolt, mert egy második, tökéletesebb kert építésének volt a megszállottja. Így ha egyszer hozzájutott Rowena pénzéhez, többé nem lesz rá szüksége, hiszen a nő már egy görög szigetet is adott neki.
Poirot azt is kideríti, hogy Judith valójában nem özvegy. Egykor volt egy rövid viszonya Michael Garfielddel, és Miranda ennek a kapcsolatnak a gyümölcse. Butlerék évekkel később véletlenül találkoztak Michaellel. Michael, bár szerette Mirandát, képes lett volna megölni a saját gyermekét, hogy kielégítse az alkotási vágyát. Judith elégedett Poirot segítségével, köszönetet mond neki.

## Magyarul
- Ellopott gyilkosság; ford. Fencsik Flóra; Hunga-print, Bp., 1992 (Hunga könyvek)
- Halloween és halál; ford. Elekes Dóra; Európa, Bp., 2010 (Európa krimi)

## Feldolgozások
- Agatha Christie: Poirot: Ellopott gyilkosság (Agatha Christie's Poirot: Halowe'en party, 2010) rendező: Charlie Palmer szereplők: David Suchet, Amelia Bullmore, Zoë Wanamaker
- Les Petits Meurtres d'Agatha Christie - Meurtre à la kermesse, (2014) rendező: Eric Woreth szereplők: Samuel Labarthe, Blandine Bellavoir, Elodie Frenck
- Szeánsz Velencében (A Haunting in Venice, 2023) rendező: Kenneth Branagh, szereplők: Kenneth Branagh, Jamie Dornan, Michelle Yeoh